# Тип 90 (танк)
Тип 90 (яп. 90式戦車, Kyū-maru-shiki-sensha) — основний бойовий танк третього покоління японських військ сил самооборони, розроблений в 1976—1986 роках для заміни танків Тип 61 і Тип 74. Прийнятий на озброєння в 1992 році.
Вартість перших 56 танків, які надійшли на озброєння в 1992 році, склала $ 8,7 млн за одиницю. Станом на 2006 рік, вартість одного серійного танка дорівнювала 790 млн японських єн ($ 6,6 млн). Спочатку планувалося випустити від 500 до 800 танків такого типу, проте насправді їх було вироблено близько 341.
Станом на 2012 рік виробництво Тип 90 завершено і на озброєння військ сил самооборони Японії почав надходити більш сучасний і дешевший у виробництві танк Тип 10.